# أنطونيو تسانكوف
أنطونيو تسانكوف هو لاعب كرة قدم بلغاري في مركز الوسط، ولد في 7 فبراير 1990 في بلغاريا. لعب مع نادي لوكوموتيف صوفيا ونادي ماريتسا بلوفديف.

## وصلات خارجية
- أنطونيو تسانكوف على موقع قاعدة بيانات كرة القدم.إي يو (الإنجليزية)
- أنطونيو تسانكوف على موقع Soccerway.com (الإنجليزية)